# Сиенфрэнс, Дерек
Дерек Сиенфрэнс (англ. Derek Cianfrance; родился 23 января 1974 года, Лейквуд, Колорадо, США) — американский кинорежиссёр, кинооператор и сценарист. Наиболее известен участием в создании фильмов «Валентинка», «Место под соснами» и «Свет в океане». Будучи одним из авторов сценария к фильму «Звук металла», он был номинирован на премию Оскар за лучший оригинальный сценарий.

## Биография
Родился и вырос в городе Лейквуд, штат Колорадо. В возрасте 23 лет начал работать в области кинематографа, занялся своим первым фильмом «Связанный брат», за который в дальнейшем получит 3 награды. Его второй фильм, «Валентинка» с Райаном Гослингом и Мишель Уильямс, также получил 9 наград и 56 номинаций в различных категориях. Последующие фильмы Сиенфрэнса так же получали высокие оценки и различные премии.
Помимо фильмов Сиенфрэнс занимается документальным сериалом Muscle для HBO.

## Личная жизнь
Сиенфрэнс женат на актрисе Шеннон Пламб, они имеют двоих детей.

## Фильмография

### Фильмы
| Год  | Название          | Режиссёр | Автор сценария | Примечания          |
| ---- | ----------------- | -------- | -------------- | ------------------- |
| 1998 | Связанный брат    | Да       | Да             | Оператор и монтажёр |
| 2010 | Валентинка        | Да       | Да             |                     |
| 2012 | Место под соснами | Да       | Да             |                     |
| 2016 | Свет в океане     | Да       | Да             |                     |
| 2020 | Звук металла      | Нет      | Частично       | Соавтор сценария    |
| 2025 | Кровельщик        | Да       | Частично       | Соавтор сценария    |

### Телевидение
| Год  | Название               | Режиссёр | Автор сценария | Продюсер | Примечания |
| ---- | ---------------------- | -------- | -------------- | -------- | ---------- |
| 2020 | Я знаю, что это правда | Да       | Да             | Да       | Эпизодично |